# AKV bus
AKV bus a.s. (dříve Autobusy Karlovy Vary a. s.) je autobusový dopravce z Karlovarského kraje. Společnost do roku 2023 zajišťovala veřejnou linkovou autobusovou dopravu v Karlovarském kraji, částečně také v Ústeckém kraji a Plzeňském kraji. Dopravce má sídlo v Karlových Varech. Jeho divize byly v roce 2018 umístěny v Sokolově, Chebu, Mariánských Lázních, Kadani, Chomutově, Mostě a Varnsdorfu. Dříve byly samostatné divize rovněž v Aši, Kraslicích a Karlových Varech. Výkonným ředitelem společnosti je Ing. Zdeněk Suchan. Společnost je součástí holdingu Z-Group podnikatele JUDr. Ing. Zdeňka Zemka, k němuž patří i železárenské a hutní podniky, provozování lázní atd.
V souvislosti s tím, že dopravce získal významné zakázky mimo Karlovarský kraj (Velvarsko v PID od prosince 2024, MHD Znojmo od ledna 2023) a naopak od ledna 2024 ztratil regionální linky v Karlovarském kraji, které získal Dopravní podnik města Karlovy Vary, změnil k 1. listopadu 2023 svůj název na AKV bus a.s., aby název a logo byly regionálně neutrální.

## Historie
Společnost Autobusy Karlovy Vary, a.s. vznikla 1. července 2001 vyčleněním divize Sever od společnosti ČSAD autobusy Plzeň. Historicky navazuje na národní podnik ČSAD, který vznikl v roce 1949. Se vznikem skupiny ČSAD Invest se ČSAD autobusy Plzeň i s karlovarskou dceřinou společností staly jedněmi z hlavních pilířů této skupiny dopravců. 

## Autobusová doprava
V oblasti dopravního podnikání byly Autobusy Karlovy Vary největší a nejvýznamnější firmou v Karlovarském kraji. 
V roce 2009 zajišťovala společnost dopravu celkem na 102 linkách z toho 64 regionálních linek veřejné linkové dopravy v rámci Karlovarského, Ústeckého a okrajově též Plzeňského kraje, 17 městských linek ve třech provozech MHD v Karlovarském kraji (v Sokolově, Chebu a Aši), 8 dálkových linek (převážně z Karlovarského kraje do Prahy a Plzně a zpět) a 3 přeshraniční linky v rámci systémů Egronet a Tirschenreuth, 5 linek zvláštní linkové dopravy a 5 linek cyklodopravy.[zdroj?] Společnost také provozuje vnitrostátní a mezinárodní zájezdovou dopravu. Společnost ročně přepravila přes 8 milionů osob a její autobusy ujely téměř 9 milionů kilometrů.[zdroj?]
Ve vlastnictví společnosti je v tuto chvíli[kdy?] 180 autobusů sedmi značek.[zdroj?]
Společnost provozuje také cestovní kancelář, která se orientuje především na poskytování služeb cestovního ruchu v rámci Karlovarského kraje a Euregia Egrensis.
Základní dopravní obslužnost na většině území Karlovarského kraje společnost provozuje bez výběrového řízení, protože ji zdědila po západočeském podniku ČSAD. 
Ústecký kraj uzavřel s AKV na základě výběrového řízení dne 19. dubna 2007 smlouvu o zajištění základní dopravní obslužnosti ve vymezené oblasti Vejprty-Kadaň, tedy okolí měst Kadaň, Klášterec nad Ohří a Vejprty, do konce roku 2014. Za rok 2012 vykázal dopravce v rámci této smlouvy výkon 563 924 kilometrů a cenu dopravního výkonu 35,94 Kč/km, přičemž celková cena výkonů byla 20 267 428,56 Kč, což po odečtení tržeb představuje prokazatelnou ztrátu 14 820 230,56 Kč. Ústecký kraj udělil AKV za roky 2009 i 2010 ocenění Dopravce roku Ústeckého kraje.
Ve výběrových řízeních na provozování regionální autobusové dopravy v Ústeckém kraji na 10 let od 1. ledna 2015 dopravce Autobusy Karlovy Vary uspěl ve 4 oblastech z 15, neuspěl však v oblasti Vejprtska, v níž zajišťoval dopravu do roku 2014. Podmínky vyžadují zcela nové, nízkopodlažní a klimatizované autobusy s elektronickými informačními prvky a sledováním polohy pomocí GPS a v jednotném zeleném krajském nátěru. Koncem srpna 2013 Ústecký kraj oznámil, že na základě výsledku výběrového řízení uzavřel s AKV smlouvu na provozování autobusové dopravy v závazku veřejné služby v období 10 let od 1. ledna 2015 v oblastech Šluknovsko a Chomutovsko, a to za dopravcem nabídnutou cenu 26,99 Kč/km, počet uchazečů nebyl zveřejněn. V polovině listopadu 2013 kraj oznámil, že AKV uspěla i v oblasti Mostecká pánev, a to s nabídkou ceny 25,89 Kč/km, přičemž komise hodnotila 7 nabídek. – z prvních čtyř soutěží tedy zvítězila ve třech. Smlouva měla být uzavřena do 31. března 2014. Na Šluknovsku tak AKV od roku 2015 nahradily dosavadního dopravce BusLine a.s., v Chomutovsku a v oblasti Kadaň-Žatec nahradily Dopravní podnik měst Chomutova a Jirkova a v Mostecké pánvi nahradily Dopravní podnik měst Mostu a Litvínova. Naopak na Vejprtsku byly AKV nahrazeny společností BusLine a.s.
Od 1. ledna 2023 provozuje dopravce městskou dopravu ve městě Znojmě, kde převzal po skončení smlouvy městské linky po dosavadním dopravci ZDS PSOTA. Městská doprava ve Znojmě je zaintegrována do Integrovaného dopravního systému Jihomoravského kraje. 
K 31. prosince 2023 končí dopravce na linkách Karlovarského kraje. V domovském kraji provozuje v roce 2024 již jen několik komerčních spojů, cyklobusy a MHD Aš s linkou do německého Selbu.
Od 1. prosince 2024 startuje nový provoz na Velvarsku.